# Mitologia judaica
A mitologia judaica é o conjunto de mitos associados ao judaísmo. Elementos da mitologia judaica tiveram uma profunda influência na mitologia cristã e na mitologia islâmica, bem como na cultura abraâmica em geral. A mitologia cristã herdou diretamente muitas das narrativas do povo judeu, tendo em comum as narrativas do Antigo Testamento. A mitologia islâmica também compartilha muitas das mesmas histórias; por exemplo, um relato da criação espaçado em seis períodos, a lenda de Abraão, as histórias de Moisés e dos israelitas e muito mais.
Exemplos da mitologia judaica são lendas famosas - tanto no cinema quanto em jogos - como O Golem de Praga ou sobre as aparições do Profeta Elias para rabinos, etc. Cada comunidade judaica no mundo tem suas próprias lendas e histórias sobre misticismo ou sobre acontecimentos peculiares na vida das pessoas daquela comunidade, no entanto não pode-se confundir o folclore do povo judeu com superstição ou coisa do tipo.

## Tanakh
Os escritos dos profetas bíblicos, incluindo Isaías, Ezequiel e Jeremias, expressam um conceito do divino que é distinto das mitologias de seus vizinhos. Em vez de ver o deus de Israel como apenas um deus nacional, esses escritos descrevem Javé como o único deus do universo.
Os escritos proféticos condenaram a participação hebraica na adoração da natureza e não identificaram completamente o divino com as forças naturais.
Através da influência dos profetas, a teologia judaica cada vez mais retratava Deus como independente da natureza e agindo independentemente das forças naturais. Em vez de repetir eternamente um ciclo sazonal de atos, Javé permaneceu fora da natureza e interveio nela, produzindo novos eventos historicamente sem precedentes; Eliade escreveu: "Aquilo foi uma teofania de um novo tipo, até então desconhecido - a intervenção de Jahveh na história. Foi, portanto, algo irreversível e irrepetível. A queda de Jerusalém não repete a queda de Samaria: a ruína de Jerusalém apresenta um novo histórico teofania, outra 'ira' de Jahveh. [...] Jahveh se destaca do mundo das abstrações, dos símbolos e generalidades, ele age na história e entra em relações com seres históricos reais."

## Na cultura popular
No século passado até os dias modernos, houve muitas recontagens de mitos judaicos (principalmente da Torá) e adaptações para o público moderno. Eles estiveram principalmente nas regiões da ficção científica, como Isaac Asimov observou em sua introdução a More Wandering Stars:
"...A ficção científica pode fazer parte da cultura judaica? De histórias de fantasia que conhecemos?/ E enquanto penso nisso, começa a me parecer que é e nós sabemos. E a fonte? De onde mais? De onde? a fonte hebraica para tudo - da Bíblia. Temos apenas que olhar através da Bíblia para ver por nós mesmos."
Ele continua mostrando paralelos entre as histórias bíblicas e os tropos da ficção científica moderna:
- Que haja luz foi um exemplo de mecanismos científicos avançados
- Deus é um extraterrestre
- Adão e Eva como colonos em um novo planeta
- A serpente era um alienígena, pois as cobras da Terra não falam ou mostram qualquer inteligência
- O dilúvio foi a história de uma catástrofe mundial, e os sobreviventes
- A Torre de Babel (como Metropolis, que inspirou em parte)
- Moisés contra os mágicos egípcios é uma guerra tecnológica avançada
- Sansão como espada e feitiçaria
- O primeiro capítulo de Ezequiel é um relato de OVNI.

O Hugo Awards, uma das maiores distinções para escritores de ficção científica, foi concedido a histórias derivadas da Bíblia. Por exemplo, I Have No Mouth, and I Must Scream e The Deathbird de Harlan Ellison, e Inconstant Moon de Larry Niven.
Outro exemplo é a série de anime Neon Genesis Evangelion de Hideaki Anno, que usa elementos da cabala enquanto narra uma reinterpretação de eventos envolvendo Adão, Eva e Lilith de uma forma futurista e apocalíptica.
O livro de Weird West de Edward M. Erdelac e a série de contos Merkabah Rider apresenta um pistoleiro místico hassídico e baseia-se fortemente no mito e no folclore judaico.
Muitas vezes é sugerido que Jerry Siegel e Joe Shuster, os dois criadores judeus do Superman, essencialmente o começo dos quadrinhos de super-heróis e histórias em quadrinhos, foram parcialmente inspirados pela história do Golem de Praga.